# Chalkville (Alabama)
Chalkville war ein Census-designated place (CDP) im Jefferson County im Bundesstaat Alabama in den Vereinigten Staaten und ist heute ein Teil der Stadt Clay. 2020 lebten in Chalkville rund 4.500 Menschen.

## Geschichte
Im 19. Jahrhundert war die Gegend von Cherokee-Indianern besiedelt, deren Kultur und Geschichte bis heute in der Region spürbar sind. Mit der Ankunft der europäischen Siedler änderte sich das Gesicht des Gebiets jedoch drastisch. Die ersten Siedler waren hauptsächlich Farmer und setzten auf den Anbau von Baumwolle als Hauptertragsquelle. Im Laufe der Zeit entwickelten sich Industrie und Handel in Chalkville.
Chalkville wurde im späten 19. Jahrhundert als Landgemeinde gegründet und war für ihre zahlreichen Kreidevorkommen bekannt, die der Stadt ihren Namen gaben. Die Entdeckung großer Kalksteinvorkommen in der Region führte zur Gründung von Steinbrüchen und Kalksteinminen. Die Kalksteinindustrie blühte in den 1920er-Jahren auf, und die Gemeinde wuchs. Mit dem Bau von Eisenbahnstrecken wurde Chalkville zu einem wichtigen Knotenpunkt für den Transport von Waren und Gütern. Im Laufe der Jahre entwickelte sich Chalkville zu einem wichtigen Standort für die Holzindustrie und Eisenbahntransporte.
Während des Zweiten Weltkriegs spielte Chalkville eine bedeutende Rolle bei der Unterstützung der Kriegsanstrengungen. Die örtlichen Fabriken und Industrieanlagen produzierten Materialien und Ausrüstung für die Streitkräfte. Die Gemeinde erlebte während dieser Zeit einen wirtschaftlichen Aufschwung und gewann an Bedeutung in der Region.
Im frühen 21. Jahrhundert wurde Chalkville in das Stadtgebiet von Clay aufgenommen. Heute ist die Stadt ein beliebtes Ziel für Geschichtsinteressierte, die gerne die historischen Stätten und Gebäude erkunden.

## Verkehr
Chalkville ist gut an das Verkehrsnetzwerk angeschlossen. Die Gemeinde wird von mehreren Autobahnen und Schnellstraßen durchquert, darunter die Interstate 59 und ist 5 Kilometer südlich außerdem an den U.S. Highway 11.angebunden.
11 Kilometer südwestlich des Ortes befindet sich der Birmingham-Shuttlesworth International Airport. Dies macht Chalkville zu einem idealen Ausgangspunkt für Reisende, die die umliegenden Städte und Sehenswürdigkeiten besuchen möchten. Der öffentliche Nahverkehr wird durch Buslinien reibungslos abgewickelt, die die Einwohner und Besucher mit anderen Teilen der Stadt und der Umgebung verbinden.

## Demographie
Chalkville gehört zum Birmingham Metropolitan Area. Die Gemeinde liegt im nördlichen Teil des Jefferson Countys und hat eine Fläche von etwa 2,3 Quadratkilometern. Laut den neuesten Census-Daten aus dem Jahr 2020 hat Chalkville eine Gesamtbevölkerung von 4.567 Einwohnern.
Die Volkszählungsdaten bieten einen detaillierten Einblick in die Bevölkerungszusammensetzung von Chalkville. Laut den Daten sind etwa 52 % der Einwohner weiblich, während 48 % männlich sind. In Bezug auf die Altersstruktur gibt es 989 Personen unter 18 Jahren, was etwa 22 % der Gesamtbevölkerung entspricht. Die größte Altersgruppe stellt die Gruppe der 45-64-Jährigen dar, die etwa 31 % der Bevölkerung ausmacht. Die ältere Bevölkerung ab 65 Jahren beträgt etwa 15 %, während die jüngste Altersgruppe von 18 bis 24 Jahren etwa 9 % ausmacht.
Die ethnische Zusammensetzung der Gemeinde ist hauptsächlich von Weißen geprägt, die etwa 80 % der Bevölkerung ausmachen. Afroamerikaner bilden mit etwa 10 % den zweitgrößten Anteil, gefolgt von Hispanics und Latinos mit etwa 7 %. Der Rest der Bevölkerung besteht aus verschiedenen ethnischen Gruppen, darunter Asiaten, Amerikanischen Ureinwohnern und Menschen anderer Rassen.

## Belege
1. ↑  Place Names in Alabama, University of Alabama Press, Tuscaloosa 1989, S. 30 (Bei Google Books)
2. ↑  bhamwiki
3. ↑  encyclopediaofalabama.org
4. ↑  Clay in der Encyclopedia of Alabama, abgerufen am 22. August 2023